# William Voris Gregory

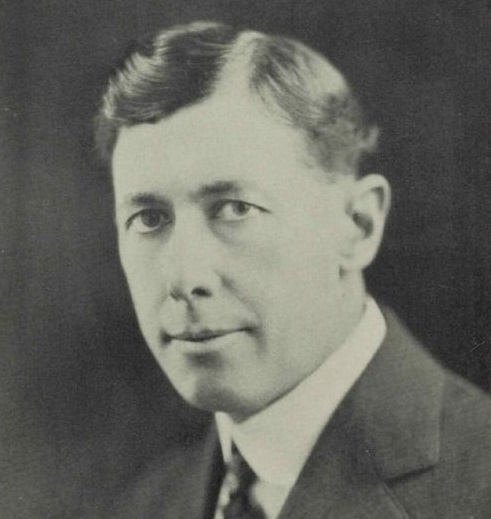
William Voris Gregory

William Voris Gregory (* 21. Oktober 1877 bei Farmington, Graves County, Kentucky; † 10. Oktober 1936 in Mayfield, Kentucky) war ein US-amerikanischer Jurist und Politiker. Zwischen 1927 und 1936 vertrat er den Bundesstaat Kentucky im US-Repräsentantenhaus.

## Werdegang
William Gregory besuchte sowohl private als auch öffentliche Schulen. Im Jahr 1896 absolvierte er das West Kentucky College in Mayfield. Von 1898 bis 1900 war er in dieser Stadt im Schuldienst tätig. Nach einem anschließenden Jurastudium an der School of Law der Cumberland University in Lebanon (Tennessee) und seiner 1902 erfolgten Zulassung als Rechtsanwalt begann er in Mayfield in diesem Beruf zu arbeiten. Zwischen 1902 und 1910 war er als County Surveyor beim Graves County angestellt. Von 1913 bis 1919 fungierte er im selben Bezirk als Richter. Danach war Gregory von 1919 bis 1923 Bundesstaatsanwalt für den westlichen Distrikt von Kentucky. Zwischen 1920 und 1927 war er auch Kurator des Presbyterian Theological Seminary in Louisville. Seit 1925 führte er den Vorsitz dieses Kuratoriums. Gregory war auch Vizepräsident der Jefferson Davis Memorial Commission.
Politisch war Gregory Mitglied der Demokratischen Partei. Bei den Kongresswahlen des Jahres 1926 wurde er im ersten Wahlbezirk von Kentucky in das US-Repräsentantenhaus in Washington, D.C. gewählt, wo er am 4. März 1927 die Nachfolge von Alben W. Barkley antrat. Nach vier Wiederwahlen konnte er bis zu seinem Tod am 10. Oktober 1936 im Kongress verbleiben. Während seiner Zeit im Kongress wurden dort viele der New-Deal-Gesetze der Bundesregierung unter Präsident Franklin D. Roosevelt verabschiedet. Im Jahr 1933 wurden der 20. und der 21. Verfassungszusatz ratifiziert. 1936 wurde Gregory von seiner Partei für eine erneute Wiederwahl nominiert; er starb aber noch vor der Wahl. Die Nominierung ging dann an seinen Bruder Noble, der nach mehreren Wahlerfolgen den ersten Distrikt zwischen 1937 und 1959 im Kongress vertreten sollte.